# Rhamphobrachium noeli
Rhamphobrachium noeli är en ringmaskart som beskrevs av Paxton 1986. Rhamphobrachium noeli ingår i släktet Rhamphobrachium och familjen Onuphidae. Inga underarter finns listade i Catalogue of Life.